# Graffenrieda rupestris
Graffenrieda rupestris là một loài thực vật có hoa trong họ Mua. Loài này được Ducke mô tả khoa học đầu tiên năm 1935.